# Muskö
Muskö ( PRONÚNCIA) é uma pequena ilha do arquipélago de Estocolmo, na província histórica da Södermanland.
Pertence ao município de Haninge, no condado de Södermanland. Está situada a 38 km a sul de Estocolmo e ligada ao continente pelo túnel de Muskö – com 3 km de comprimento. A Base Naval de Muskö, com as suas instalações subterrâneas, está localizada nesta ilha.

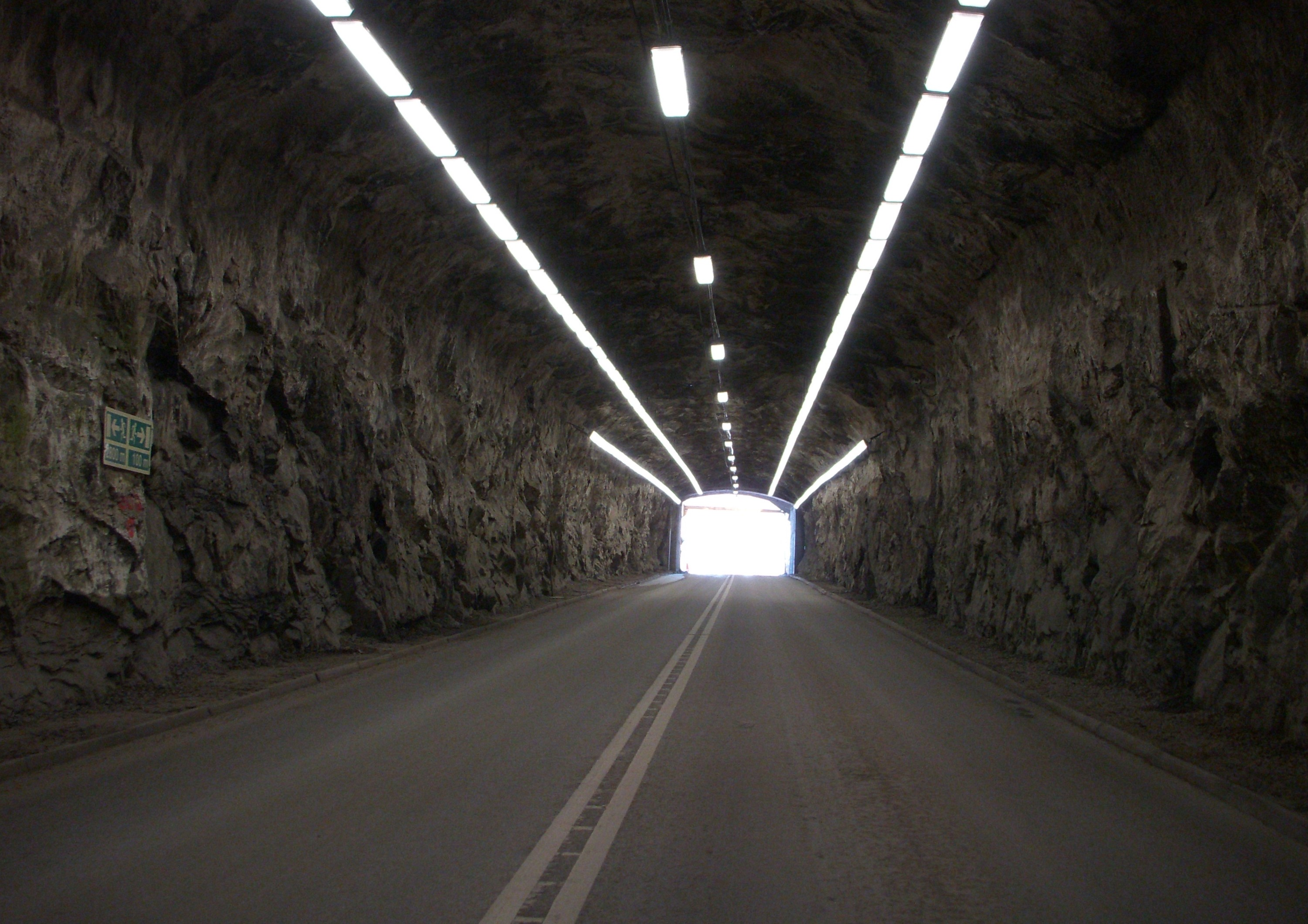
Entrada Norte do Túnel de Muskö.
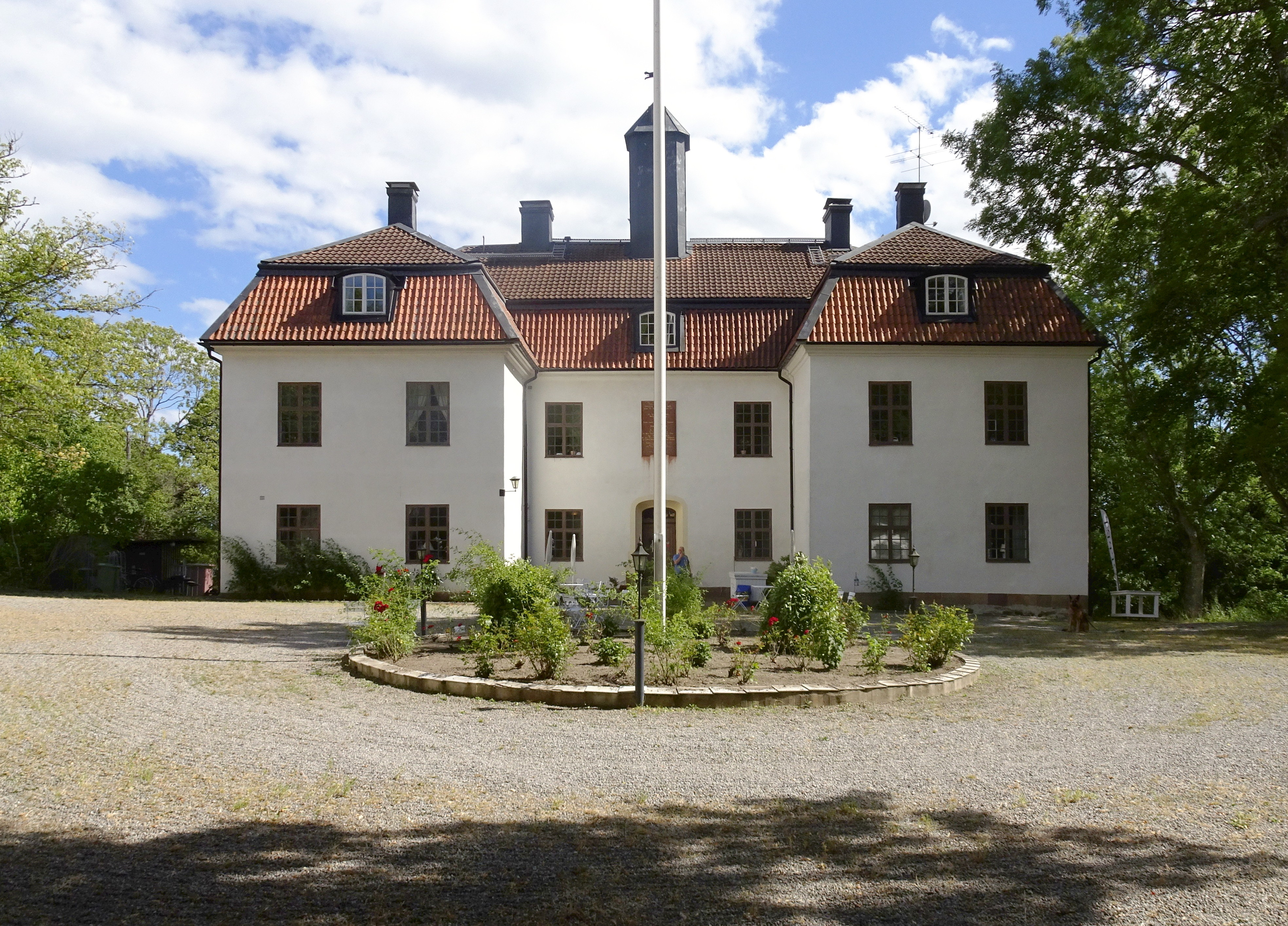
Mansão senhorial de Ludvigsberg
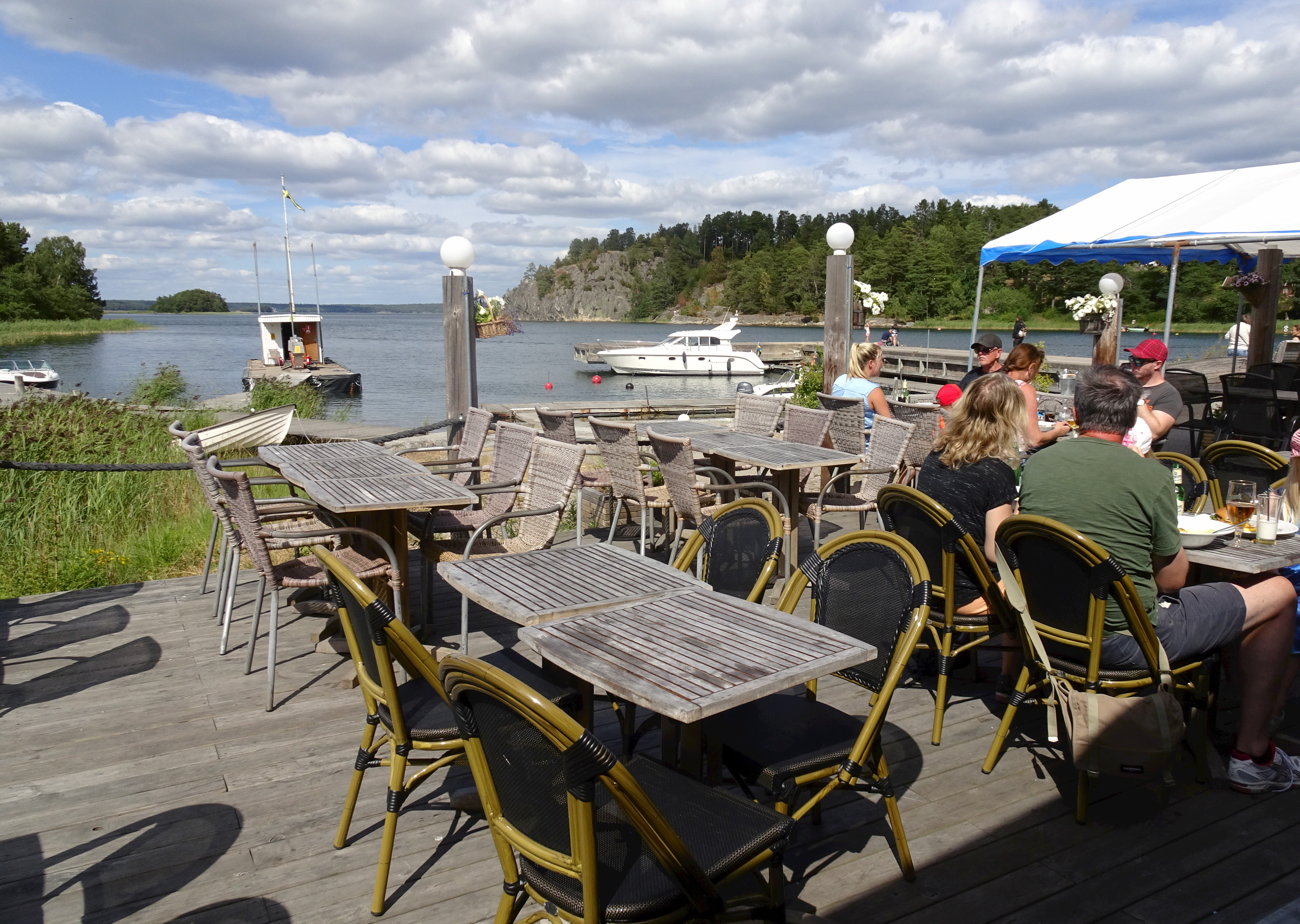
Esplanada de verão
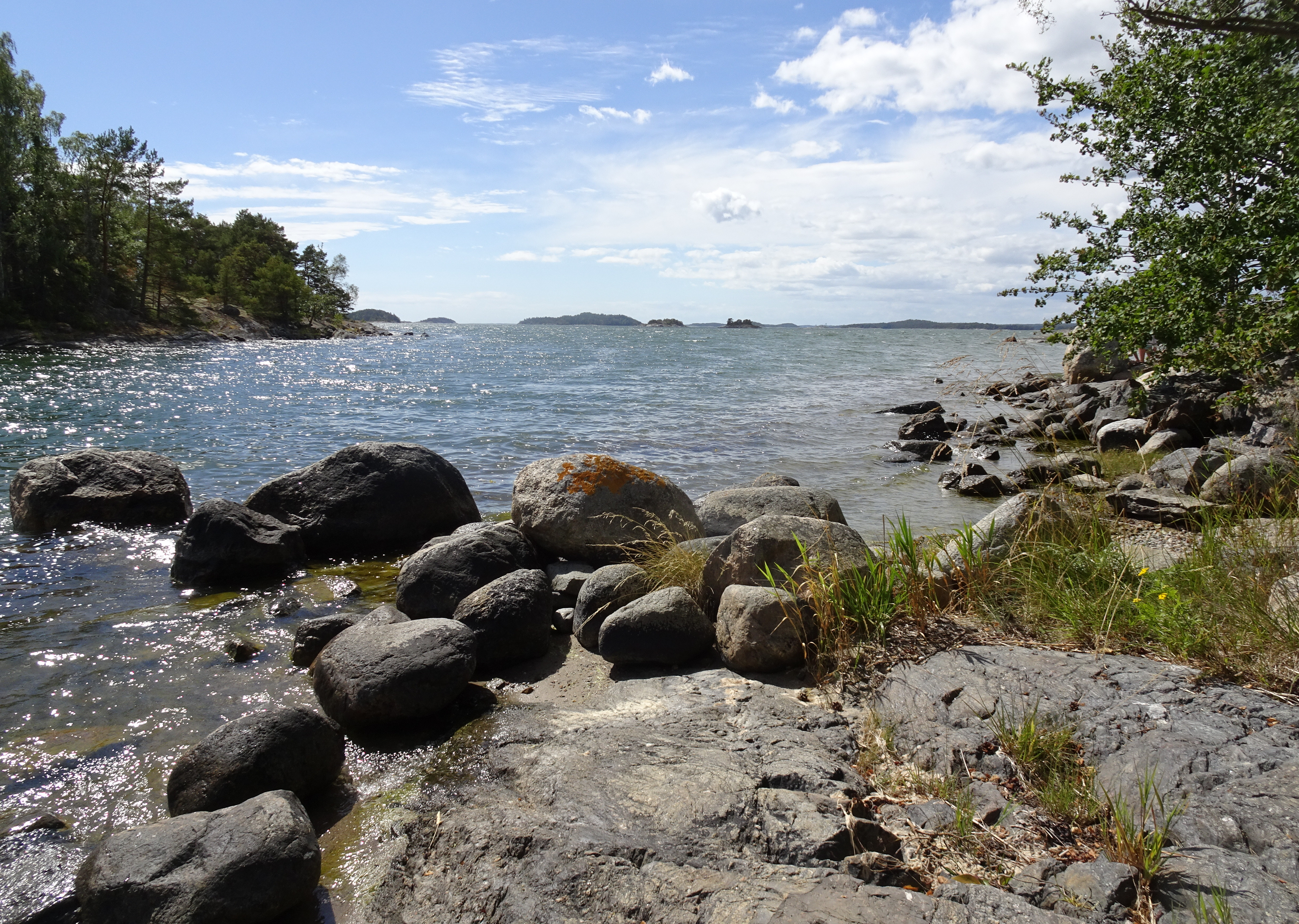
Ponta de Bruksholmen